# Sulejówek
Sulejówek (prononciation : [sulɛˈjuvɛk]) est une ville polonaise du powiat de Mińsk de la voïvodie de Mazovie dans le centre-est de la Pologne.
Elle est une gmina urbaine (gmina miejsko).
Elle se situe à environ 18 kilomètres à l'est du centre de Varsovie (capitale de la Pologne).
La ville couvre une surface de 19,31 km2 et comptait 21 253 habitants en 2021.

## Histoire
Devenu village au XVIe siècle, Sulejówek a obtenu son statut de ville en 1962.
De 1975 à 1998, la ville a appartenu administrativement à la voïvodie de Varsovie.

## Démographie
Données du 30 juin 2007 :
| Description        | Total  | Total | Femmes | Femmes | Hommes | Hommes |
| ------------------ | ------ | ----- | ------ | ------ | ------ | ------ |
| Unité              | Nombre | %     | Nombre | %      | Nombre | %      |
| Population         | 18656  | 100   | 9818   | 52,6   | 8838   | 47,4   |
| Densité (hab./km²) | 966    | 966   | 508,4  | 508,4  | 457,6  | 457,6  |

## Personnalités
- Józef Piłsudski, homme politique

## Relations internationales

### Jumelage
La ville de Sulejówek est jumelée avec:
- - Viimsi Parish - Estonie -
- projet culturel depuis 2006 avec Bourg la Reine 92340- Ile de France Paris.